# Alamanno Layolle
Alamanno Layolle est un organiste et compositeur franco-italien, né à Lyon vers 1521-1525, actif dans cette ville comme organiste, puis à Florence, où il meurt le 19 septembre 1590.

## Biographie
Il est né à Lyon vers 1521-1525, fils de l’organiste florentin Francesco Layolle qui arrive de Florence en 1521, et probablement prénommé en l’honneur du poète Luigi Alamanni, ami de son père. Il est probablement élève de son père, et devient organiste comme lui. Il est repéré à Lyon à partir de 1551, habitant le quartier Saint-Jean, où il est dit joueur d’instrument. Son contrat de mariage, daté du 24 septembre 1552 précise qu'il était organiste, mais sans précision. Peut-être fut-il organiste à l’église Saint-Nizier vers 1561 (voir plus bas).
Vers 1565, Alamanno part à Florence, patrie de son père, laissant sa fille aux soins de sa sœur Marguerite. Il travaille là-bas comme maître de musique et organiste (il est notamment organiste de la Badia Fiorentina, église abbatiale du centre de Florence, entre 1570 et 1575). Il est également éditeur pour les imprimeurs de musique florentins Giunta et Giorgio Marescotti, comme en témoignent des procès intervenant entre les trois parties dans les années 1570 et 1580. C’est là qu’il décède le 19 septembre 1590.

## Œuvres
- Un Benedictus mis en musique à 5 voix.
- En 1561 il fait imprimer par Simon Gorlier un recueil de chansons et vaudevilles de 4 à 6  voix[2].
- Six madrigaux de sa main figurent dans Della scelta di madrigali de piu eccellenti autori de’ nostri tempia a tre voci. Libro primo. Florence : Giorgio Marescotti, 1582. 3 vol. 4° oblong[3]. La prédominance des œuvres de Layolle dans ce recueil laisse entendre qu’il en a été l’éditeur ; c’est le seul recueil imprimé où ses œuvres apparaissent.
- Layolle a également laissé une tablature de clavier autographe intitulée Intavolatura di M. Alamanno Aiolli, rédigée peu avant sa mort[4]. Le manuscrit, un peu mutilé, est décrit et dépouillé dans D'Accone 1966 et Jeanneret 2005 p. 126-128. Il contient seize adaptations pour clavier de pièces bien connues à l’époque (entre autres La Guerre de Clément Janequin et Susanne un jour de Roland de Lassus, ce qui révèle à tout le moins une sensibilité au répertoire francophone). Elle contient également des extraits de la pièce de théâtre lyrique La Pellegrina, montée à Florence en 1589 pour les noces de Ferdinand Ier de Médicis et de Christine de Lorraine. Ces arrangements révèlent une grande qualité de l’écriture pour clavier.